# Arnaud Viviant
Arnaud Viviant (Tours, 27 de abril de 1963) es un periodista, crítico literario, escritor y psicoanalista francés.
Es el fundador de la revista Charles.

## Biografía

### Orígenes y formación
Arnaud Viviant pasó las Capes y fue profesor defrancés, especialmente en el instituto Ferdinand-Buisson de Elbeuf.

### Carrera como periodista y crítico literario
Arnaud Viviant colaboró por primera vez con el periódico Libération como crítico musical especializado en rock, crítico de televisión y crítico literario. Posteriormente se incorporó a la redacción de la revista Best, luego Les Inrockuptibles, revista cultural de la que fue uno de los fundadores.
En la radio, Arnaud Viviant colaboró con Radio Nova; desde hace muchos años está presente regularmente en la columna literaria de Le Masque et la Plume en France Inter, emisora en la que participó en los años 2000 en el programa musical Système Disque y escribió una columna literaria en 2011-2012, «Un libro bajo el brazo».
A partir de 2003 dirigió la colección «Chroniques», de la editorial Léo Scheer.
Es miembro del jurado de dos premios literarios, el Premio Décembre y el Premio de Flore.
En 2012, lanzó la revista político-literaria trimestral titulada Charles, inspirada en la antigua revista estadounidense George.  En 2019, asociado con el exsecretario de Estado y exdiputado Thomas Thevenoud y Henri J. Nijdam, jefe del Le Nouvel Économiste, compró la revista a la editorial La Tengo, que había suspendido su publicación en 2018 debido a su baja circulación.

### Compromisos políticos
Arnaud Viviant fue candidato (etiquetado como de extrema izquierda) en las elecciones legislativas de 2017 en la decimoctava circunscripción de París; el 11 de junio reunió 0,54 % de los votos.

## Psicoanálisis
Como psicoanalista,es miembro del Espace Analytique creado por Maud Mannoni.

## Obras
- La Ville des grincements de dents, Calmann-Lévy, 1998
- Replay : articles 1990-2000, Purple Books, 2000
- Encore mort déjà vivant, con Gérard Marty, éditions Verticales, 2000
- Hamburg, collectif, Eden Productions, 2000
- Ego surf : un journal de l'an 2000, Calmann-Lévy, 2001
- L’Entreprise, collectif, La Découverte, coll. « Les Français peints par eux-mêmes », 2003
- Le Génie du communisme, Gallimard, coll. « L'Infini », 2004
- Prefacio a Yume no Q-Saku de Suehiro Maruo, Le Lézard noir, 2005
- Gainsbourg vu par Arnaud Viviant, Hugo et Compagnie, 2008
- Complètement mytho ! : chroniques de la vie moderne, Bourin Editor, 2009
- La Vie critique (novela), ediciones Belfond, 2013 [14] [15]
- Gainsbourg ou L'Art sans art, Bourin Éditeur, 2014
- Mamihlapintapai : études et critiques littéraires (ensayo), Bourin Éditeur, 2014
- Cantique de la critique (ensayo), La Fabrique, 2021
- Station Goncourt. 120 ans de prix littéraires, La Fabrique, 2023